# Amphisbaena borelli
Amphisbaena borelli là một loài bò sát trong họ Amphisbaenidae. Loài này được Peracca mô tả khoa học đầu tiên năm 1897.